# Max Goof
Maximilian "Max" Goof è un personaggio immaginario della Disney, figlio di Pippo.

## Biografia del personaggio
È apparso per la prima volta nel 1951 in alcuni cortometraggi dedicati a Pippo. Nelle sue poche apparizioni appare molto diverso dal personaggio recente, presentandosi come un bambino paffutello dai capelli rossi e senza orecchie.
Inizialmente viene chiamato "George Goof Junior" (ossia con il nome originale del padre), abbreviato in "Goofy Junior" (In italiano viene chiamato semplicemente "George").
Circa quarant'anni dopo, nel 1992, il personaggio fa la sua ricomparsa completamente ridisegnato, nella serie televisiva Ecco Pippo!; qui non appare più come un bambino ma come un adolescente, fisicamente molto somigliante a Pippo e con il nome di Max. Successivamente apparirà in alcuni film, due dei quali tratti dalla serie sopracitata, e come personaggio fisso nella serie House of Mouse. Qui il suo migliore amico è il vicino di casa PJ, che nella serie è figlio di Pietro Gambadilegno.
La versione moderna del personaggio assomiglia ad una versione giovane di suo padre, ma con i capelli più scompigliati e il muso più piccolo e tondo. Indossa spesso dei pantaloni larghi, una maglietta rossa e scarpe marroni.
Max ha una personalità totalmente diversa dal padre, tipica di un adolescente degli anni 90. È più sveglio, sempre attento alla moda, scatenato (ama andare sul suo skateboard) e prova una grande vergogna nel mostrarsi con suo padre Pippo, a causa dei disastri che combina. Tuttavia gli vuole comunque molto bene.
Nel primo lungometraggio In viaggio con Pippo, Max è uno studente liceale che vorrebbe fare colpo sull'affascinante Roxanne. Organizza uno spettacolo di ballo a scuola all'insaputa del preside che finirà per scoprirlo e convocare Pippo per metterlo in guardia dei comportamenti poco adeguati del figlio. Preoccupato eccessivamente (anche a causa dei consigli di Pietro), Pippo lo costringerà ad un viaggio forzato per recarsi con lui nel luogo in cui andava sempre a pesca. Max racconterà a Roxanne che sta andando a Los Angeles a vedere Powerline, idolo musicale dei giovani, e, durante il viaggio, altererà la mappa per questo scopo. Verrà scoperto dal padre che si sentirà molto deluso dal figlio. Tuttavia i due riusciranno finalmente a comprendersi l'un l'altro e troveranno anche il modo per esibirsi sul palco di Powerline. Alla fine Max racconterà a Roxanne la verità e la ragazza lo perdonerà ottenendo anche un bacio e le presenterà suo padre Pippo.
Nel secondo film, Estremamente Pippo, Max e P.J. si ritroveranno al college diventando campioni di sport estremi. Pippo dopo aver perso il lavoro deciderà di ottenere un nuovo titolo di studio per trovarne un altro e si iscriverà allo stesso college del figlio rendendo involontariamente difficile la vita di Max. Max lo farà entrare nella squadra del bullo e atleta Bradley (rivale alla sua) per toglierselo dai piedi, ma finirà per infuriarsi con lui quando il padre accidentalmente oscurerà la sua esibizione. Alla fine faranno pace quando Pippo scoprirà che Bradley e la sua squadra barano ed aiuterà il figlio a vincere.

## Altri media
In House of Mouse è un adolescente, e ricopre il ruolo del posteggiatore del locale gestito da Topolino e amici dove lavora anche suo padre Pippo come cameriere. In una puntata ha un appuntamento con Roxanne nel locale con amici e parenti che tentano di metterli a proprio agio con l'effetto opposto.
Viene menzionato anche in Ducktales in un episodio della terza stagione